# Cladocolea grahamii
Cladocolea grahamii är en tvåhjärtbladig växtart som först beskrevs av George Bentham, och fick sitt nu gällande namn av Van Tiegh.. Cladocolea grahamii ingår i släktet Cladocolea och familjen Loranthaceae. Inga underarter finns listade i Catalogue of Life.